# Luzula ulei
Luzula ulei är en tågväxtart som beskrevs av Franz Georg Philipp Buchenau. Luzula ulei ingår i Frylesläktet som ingår i familjen tågväxter. Inga underarter finns listade i Catalogue of Life.